# گئورگیوس کولتیس
گئورگیوس کولتیس (یونانی: Γεώργιος Κωλέττης) یک دوچرخه‌سوار اهل یونان است.
از افتخارات وی میتوان به کسب مدال نقره ۱۰۰ کیلومتر دوچرخه‌سواری در بازی‌های المپیک تابستانی ۱۸۹۶ اشاره کرد.